# Niklas Natt och Dag
Niklas Natt och Dag (Stoccolma, 3 ottobre 1979) è uno scrittore svedese.

## Biografia
Nato a Stoccolma nel 1979, discende dalla nobile famiglia svedese decaduta Natt och Dag.
Nel 2003 si è laureato all'università di Kalmar e in seguito ha lavorato nella redazione della rivista maschile Slitz e come giornalista freelance.
Ha esordito nella narrativa nel 2017 con il giallo storico 1793, prima parte di una trilogia ambientata a Stoccolma sul finire del '700, vincendo il Premio svedese per la letteratura gialla per il miglior romanzo di esordio e vendendo solo in Svezia 200 000 copie.

## Opere

### Trilogia di Stoccolma
- 1793 (2017), Torino, Einaudi, 2019 traduzione di Gabriella Diverio e Alessandra Scali ISBN 978-88-06-24140-7.
- 1794 (2019), Torino, Einaudi, 2020 traduzione di Gabriella Diverio, Barbara Fagnoni e Stefania Forlani ISBN 978-88-06-24672-3.
- 1795 (2021), Torino, Einaudi, 2022 traduzione di Gabriella Diverio e Stefania Forlani ISBN 978-88-06-24784-3.

## Premi e riconoscimenti
Premio svedese per la letteratura gialla
- 2017 Vincitore nella categoria "Miglior romanzo di esordio" con 1793

Mystery Writers of Japan Award
- 2023 Vincitore nella categoria "Mystery Fiction in Translation" con 1794 e 1795[6][7]